# Przełęcz Jaworzyce
Przełęcz Jaworzyce (579 m)– przełęcz znajdująca się pomiędzy Wierzbanowską Górą (778 m), a Lubomirem (904 m) w Paśmie Lubomira i Łysiny. Według autorów niektórych przewodników turystycznych jest to równocześnie przełęcz pomiędzy Beskidem Wyspowym (do którego należy Wierzbanowska Góra), a Beskidem Makowskim, do którego należy Pasmo Lubomira i Łysiny. Jednak według regionalizacji fizycznogeograficznej Karpat opracowanej przez Jerzego Kondrackiego całe Pasmo Lubomira i Łysiny należy do Beskidu Wyspowego, przełęcz ta jest więc jego wewnętrzną przełęczą. Istnieją też zasadnicze różnice w nazewnictwie. Dawniej Przełęcz Jaworzyce nazywana była Wierzbanowską Przełęczą, obecnie nazwę tę nosi inna przełęcz (pomiędzy Wierzbanowską Górą a Cietniem).
Północne zbocza przełęczy to rejon wsi Kobielnik. Spływa z nich potok Kobielnik, będący dopływem Krzyworzeki. Zbocza południowe zajmuje wieś Węglówka, a spływający z nich potok zasila Kasiniankę (wszystkie w dorzeczu Raby). Przez przełęcz Jaworzyce biegnie dział wodny między zlewniami Kasinianki i Krzyworzeki, a także granica między powiatem limanowskim (wieś Węglówka) i powiatem myślenickim (wieś Kobielnik), a także lokalna droga z Kobielnika i Wiśniowej do Węglówki i Kasinki Małej. Przełęcz znajduje się na środki tej drogi.
Z odkrytych w niektórych miejscach rejonów przełęczy i zboczy ponad nią widoczne są: Szczebel, Babia Góra, Zębalowa, potężny masyw Lubogoszczy, a na lewo od niego Śnieżnica (za nią Ćwilin), Jasień i Gorc.

## Szlaki turystyki pieszej
(Mały Szlak Beskidzki) przez Lubomir 1 h i Łysinę 1:20 h do Myślenic
 (Mały Szlak Beskidzki) przez Wierzbanowską Górę, Przełęcz Wielkie Drogi, Kasinę Wielką, Lubogoszcz do Mszany Dolnej.

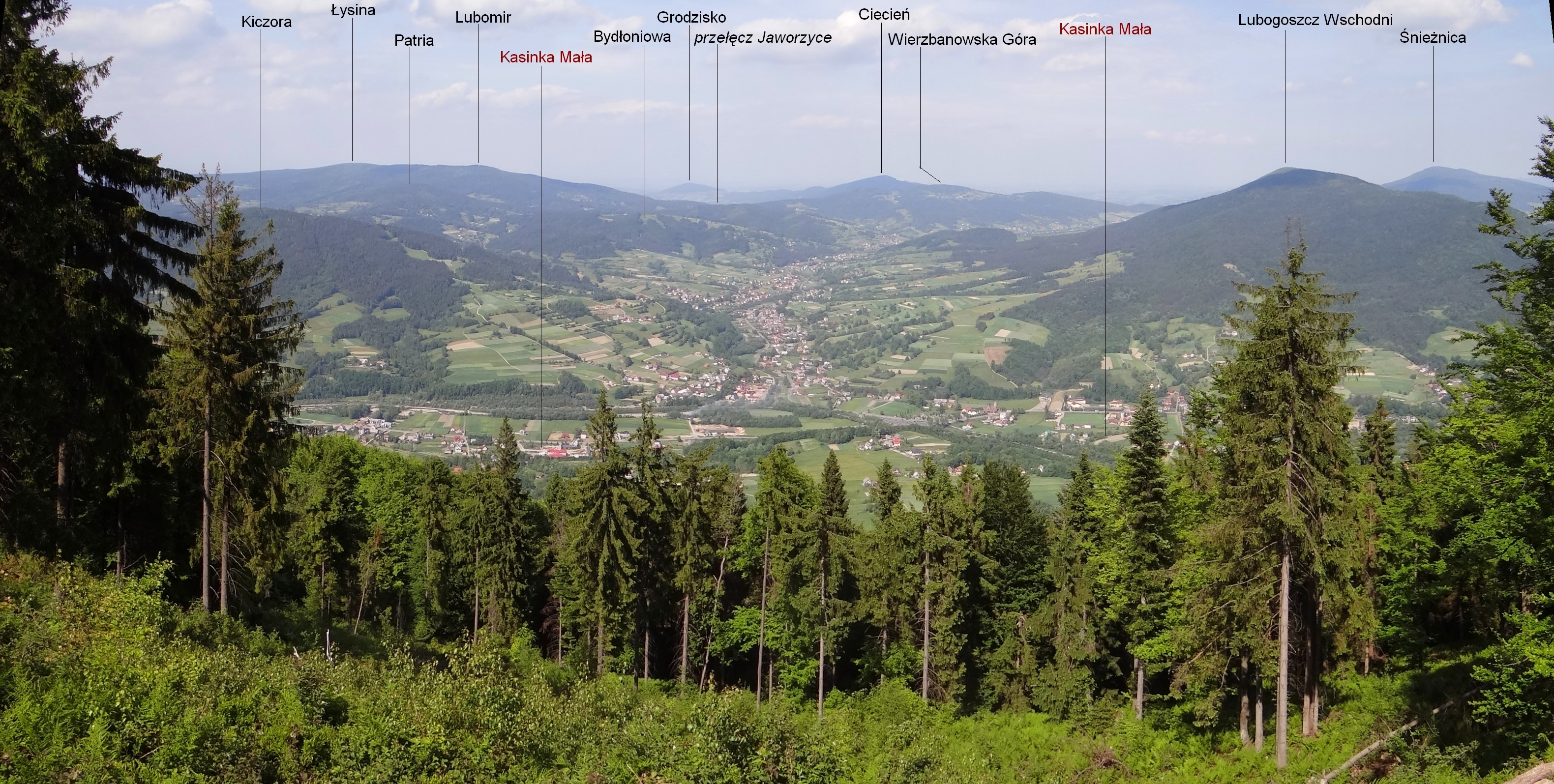
Przełęcz Jaworzyce (widok z polanki paralotniarzy na Szczeblu)
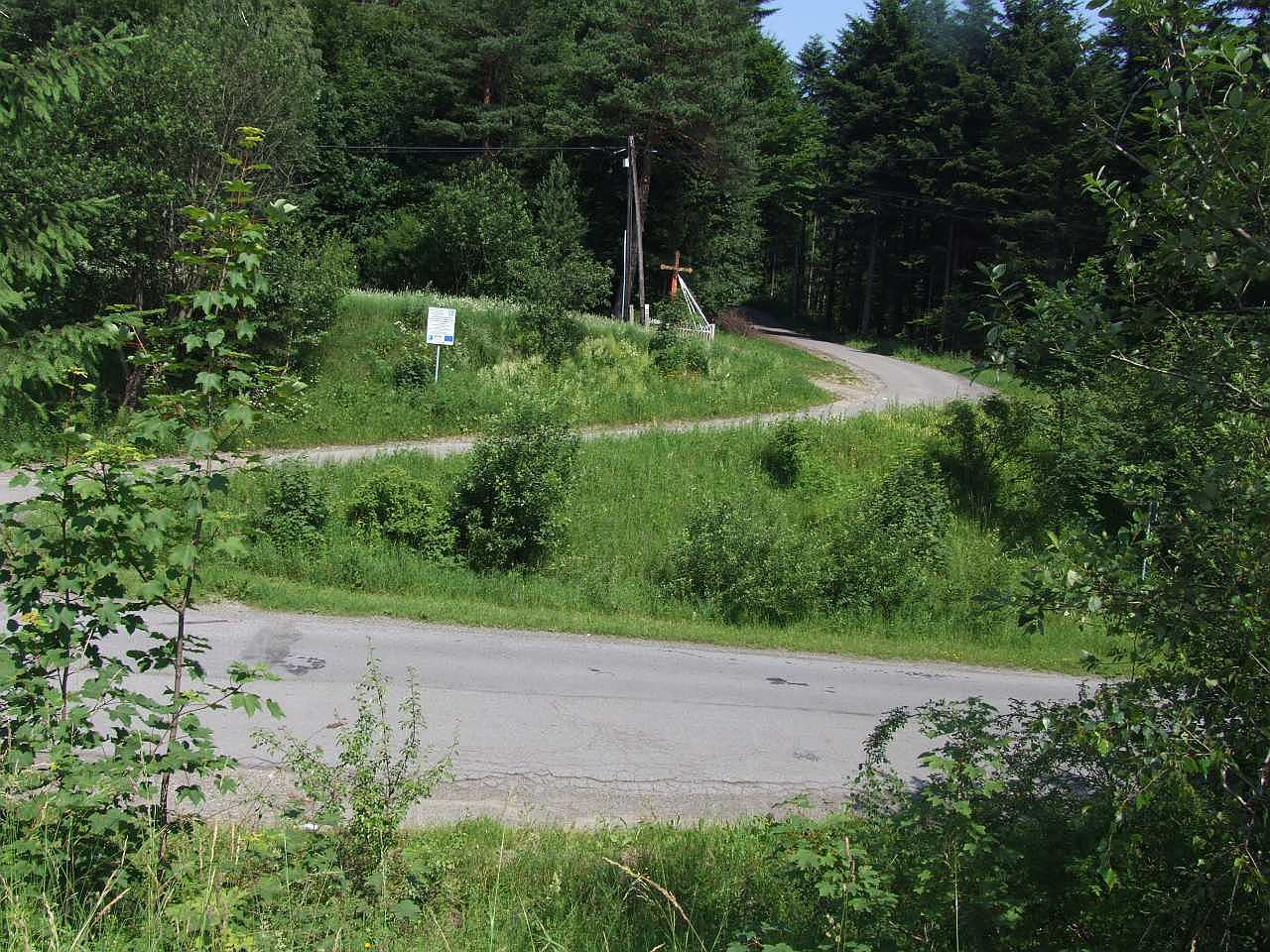
Przełęcz Jaworzyce (widoczny zakręt drogi odchodzącej z przełęczy do Obserwatorium Astronomicznego na Lubomirze)
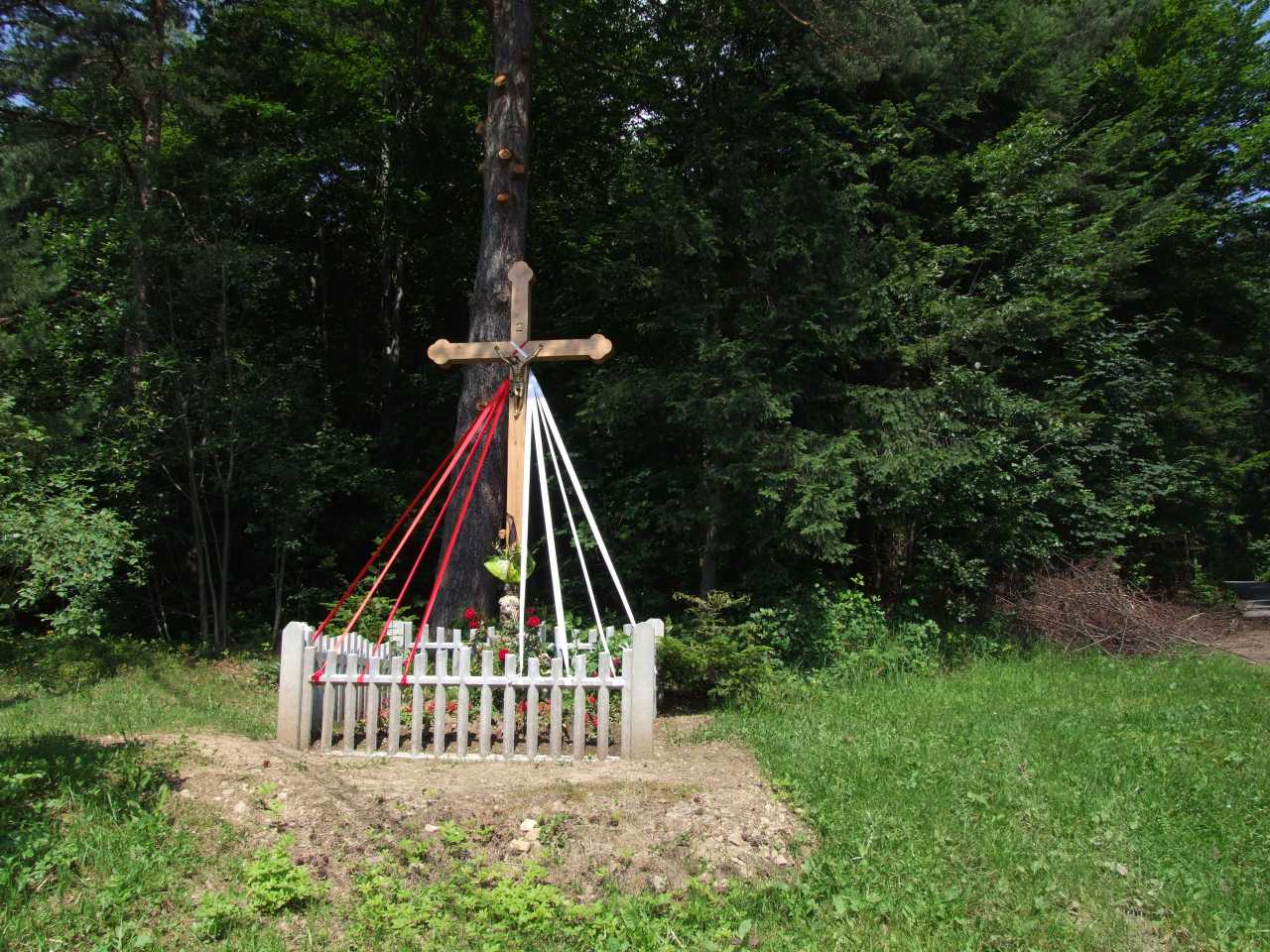
Krzyż na przełęczy